# Daniel Cifuentes Alfaro
Daniel Cifuentes Alfaro es un futbolista español. Nació en Madrid en 1980 y actualmente forma parte de la plantilla del Club Atlético Central, equipo que milita en la División de Honor andaluza.

## Trayectoria
Daniel Cifuentes se formó en las categorías inferiores del Real Madrid de la mano de entrenadores como Paco Buyo o Vicente del Bosque y coincidiendo con jugadores como Iker Casillas, Julio Álvarez, César Navas.
Fue elegido como mejor jugador en varios torneos y llegó a ser internacional con la Selección de fútbol sub-17 de España  y la Selección de Fútbol Sub-18 de España. Tras su paso por el Real Madrid Castilla fichó dos temporadas en el Zamora CF. Su gran rendimiento acaparó la atención del técnico José Luis Mendilibar que se lo llevó al club insular UD Lanzarote.
Ese año consiguieron llevar al equipo a los playoffs donde gracias al papel realizado, el técnico es fichado para la siguiente campaña por el equipo de Segunda División SD Eibar llevándose a Cifu con él.
En la SD Eibar realizan la mejor campaña hasta ese momento luchando por el ascenso a Primera División logrando un gran 4.º puesto. 
Allí coincidió con jugadores de la talla de Gorka Iraizoz, David Silva o el actual entrenador de la SD Eibar Gaizka Garitano.
El buen papel desarrollado en esa campaña le llevó a firmar por la Real Sociedad en la que militaría un año y medio, logrando su mejor partido frente al Atlético de Madrid. Al no contar en los planes de Miguel Ángel Lotina, fue cedido al club berciano SD Ponferradina los seis meses restantes.
Su papel en dicho club llamó la atención del equipo de Primera División Real Valladolid en el que estuvo hasta que en el mercado invernal de la campaña 2007-2008, fue llamado por Javi Gracia para ayudar a conseguir el ascenso del Cádiz CF, objetivo que consiguieron tras ganar al Real Unión Club en la fase de ascenso.
Militó dos temporadas más siendo el capitán y uno de los jugadores más queridos por la afición. 
En verano de 2011, ficha por el Decano del Fútbol Español, el Real Club Recreativo de Huelva en el que ha militado hasta verano de 2014.
En los tres años que ha estado, ha jugado un total de 76 partidos.
En 2015, firma con el  Lincoln Red Imps de la  Premier League Gibraltareña  con el que ha ganó la  Supercopa Gibraltareña  formando parte del equipo campeón de liga.
Su último club fue el  Zamora CF  de Tercera División de España al que llegó para disputar la Promoción de ascenso a Segunda División B y ayudar al equipo zamorano a retornar a la división de bronce un año después de su descenso.
Posteriormente, recaló en el Atlético Mancha Real, club de Segunda División B del grupo IV, al que llegó el último día del mercado invernal de la temporada 2016 - 2017 para reforzar la defensa del equipo mancharrealeño.
En enero de 2018, acudió como parte del Personal Técnico al Campeonato Africano de Naciones de 2018, con la Selección de Fútbol de Guinea Ecuatorial de la mano del exfutbolista Rodolfo Bodipo
En verano de 2018, disputa la Liga de Fútbol Playa de España con el Real Club Recreativo de Huelva, siendo seleccionado por la Selección de Andalucía de Fútbol Playa para disputar el Campeonato de España de Selecciones Autonómicas de Fútbol Playa.
En octubre de 2019,firmó en el Isla Cristina F.C de la División de Honor Andaluza en el que se encontraba jugando su hijo Alberto; siendo así los primeros españoles en el que comparten vestuario padre e hijo, habiendo sido uno de ellos profesional. Tras dos temporadas y logrando el objetivo de la salvación, en el verano de 2020 firma en el Castilleja Club de Fútbol, equipo sevillano de la Tercera División de España. La temporada siguiente, enroló en el club vecino recién ascendido, la UD Tomares, equipo en el que se encuentra en la actualidad.
Se trata de un jugador polivalente, con buen dominio de las dos piernas, lo que le ha llevado a jugar de ambas bandas, tanto de lateral como de extremo; aunque en estos últimos años también ha actuado como central. 

## Clubes
- Real Madrid Castilla
- Zamora CF (2001-2003)
- UD Lanzarote  (2003-2004)
- SD Eibar (2004-2005)
- Real Sociedad (2005 - 2007)
- SD Ponferradina (2007)
- Real Valladolid (2007-2008)
- Cádiz CF (2009-2011)
- Recreativo de Huelva (2011 - 2014)
- Lincoln Red Imps (2015-2016)
- Zamora CF (2016)
- Atlético Mancha Real (2017)
- Isla Cristina Fútbol Club (2018 - 2020)
- Castilleja Club de Fútbol (2020 - 2021)
- U.D. Tomares (2021 - 2022)
- Club Atlético Central (2022 - 2023)

## Estadísticas
| Temporada | Club                           | Categoría                   | Liga  | Liga  | Copa  | Copa  | Europa | Europa | Total | Total |
| Temporada | Club                           | Categoría                   | Part. | Goles | Part. | Goles | Part.  | Goles  | Part. | Goles |
| --------- | ------------------------------ | --------------------------- | ----- | ----- | ----- | ----- | ------ | ------ | ----- | ----- |
| 2001/02   | Zamora CF                      | Segunda División B          | 26    | 1     | 1     | 0     | 0      | 0      | ¿?    | ¿?    |
| 2002/03   | Zamora CF                      | Segunda División B          | 27    | 4     | 0     | 0     | 0      | 0      | ¿?    | ¿?    |
| 2003/04   | UD Lanzarote                   | Segunda División B          | 39    | 1     | 2     | 0     | 0      | 0      | ¿?    | ¿?    |
| 2004/05   | SD Eibar                       | Segunda División            | 39    | 1     | ¿?    | ¿?    | 0      | 0      | ¿?    | ¿?    |
| 2005/06   | Real Sociedad                  | Primera División            | 13    | 0     | 1     | 0     | 0      | 0      | 14    | 0     |
| 2006/07   | Real Sociedad                  | Primera División            | 1     | 0     | 1     | 0     | 0      | 0      | 2     | 0     |
| 2006/07   | SD Ponferradina (cedido)       | Segunda División            | 16    | 1     | -     | -     | 0      | 0      | 16    | 1     |
| 2007/08   | Real Valladolid                | Primera División            | 9     | 0     | ¿?    | ¿?    | 0      | 0      | ¿?    | ¿?    |
| 2008/09   | Real Valladolid                | Primera División            | 0     | 0     | 0     | 0     | 0      | 0      | 0     | 0     |
| 2008/09   | Cádiz CF                       | Segunda División B          | 7     | 0     | ¿?    | ¿?    | 0      | 0      | ¿?    | ¿?    |
| 2009/10   | Cádiz CF                       | Segunda División            | 34    | 0     | ¿?    | ¿?    | 0      | 0      | ¿?    | ¿?    |
| 2010/11   | Cádiz CF                       | Segunda División B          | 37    | 2     | ¿?    | ¿?    | 0      | 0      | ¿?    | ¿?    |
| 2011/12   | Real Club Recreativo de Huelva | Segunda División            | 31    | 0     | ¿?    | ¿?    | 0      | 0      | ¿?    | ¿?    |
| 2012/13   | Real Club Recreativo de Huelva | Segunda División            | 20    | 0     | ¿?    | ¿?    | 0      | 0      | ¿?    | ¿?    |
| 2013/14   | Real Club Recreativo de Huelva | Segunda División            | 28    | 1     | ¿?    | ¿?    | 0      | 0      | ¿?    | ¿?    |
| 2015/16   | Lincoln Red Imps               | Premier League Gibraltareña | 12    | 1     | ¿?    | ¿?    | 0      | 0      | ¿?    | ¿?    |
| 2016      | Zamora CF                      | Tercera División de España  | 5     | 0     | 0     | 0     | 0      | 0      | 5     | 0     |
| 2016–2017 | Atlético Mancha Real           | Segunda División B          | 12    | 1     | 0     | 0     | 0      | 0      | 12    | 1     |